# Acinia millefolii
Acinia millefolii är en tvåvingeart som först beskrevs av Jean-Baptiste Robineau-Desvoidy 1830.  Acinia millefolii ingår i släktet Acinia och familjen borrflugor. Inga underarter finns listade i Catalogue of Life.